# Ellipteroides (Protogonomyia) gracilis
Ellipteroides (Protogonomyia) gracilis is een tweevleugelige uit de familie steltmuggen (Limoniidae). De soort komt voor in het Oriëntaals gebied.